# Blue Submarine No. 6
Blue Submarine N.º 6 (青の6号 Ao no Roku-gō?, lit. Azul No.6), oficialmente traducido en Japón como Blue Sub 006, es un manga posapocalíptico de 3 volúmenes escrito e ilustrado por Satoru Ozawa. Fue publicado originalmente en 1967 por la editorial Shogakukan en su revista semanal Weekly Shonen Sunday.
Cuando el OVA fue anunciado por el estudio Gonzo, el manga fue relanzado en 5 volúmenes bajo el nuevo nombre  Ao no Roku-gō AO6 (青の6号 AO6?), que fue publicado por la editorial Seika Bukansha en su revista Sebun Comics Magazine en junio de 1997. El primer episodio del anime fue estrenado en el año 1998; estos OVAs también recibieron dos videojuegos para las consolas PlayStation y Dreamcast.
Ambos, tanto el manga como el anime, han recibido críticas mixtas; el OVA fue elogiado por sus animaciones generadas por computadora.

## Sinopsis
En un futuro cercano, los océanos de la Tierra han crecido, inundando la mayor parte de la tierra, matando a miles de millones de personas, debido a acciones del científico Zorndyke. La mayoría de las ciudades que quedaron de pie, fueron posteriormente destruidas o atacadas por el Ejército de Chiron perteneciente a Zorndyke. Ahora, la humanidad restante lucha por sobrevivir contra las creaciones de alta mar producidas por Zorndyke. La mayor esperanza que tiene la humanidad de solucionar el conflicto recae en su fuerza élite de submarinos Clase Azul, liderada por el submarino que le da título a la serie, el Blue Submarine N.º 6.

## Personajes

### Tetsu Hayami(速水鉄,Tetsu Hayami?)
Es el protagonista principal, es un piloto de embarcaciones submarinas. Es contactado por Kino para ayudar con la operación de la Flota Azul.

### Mayumi Kino(紀之真弓,Mayumi Kino?)
Una joven de unos 18 años de edad que contacta a Hayami para que la ayude.

### Tokuhiro Iga(伊賀徳洋,Tokuhiro Iga?)
El capitán del Blue 6. Mientras servía en la división de la Fuerza Submarina de Autodefensa, se convirtió en un alcohólico y su esposa e hijo lo dejaron. Se convirtió en un instructor en la Academia Naval Internacional jurando dejar de beber. Él es un veterano en las batallas Musuca y tiene experiencia en la lucha contra Verg.

### Jung Zorndyke(ユング・ゾーンダイク,Jung Zorndyke?)
Es el antagonista de la historia. Ha creado una serie de criaturas híbridas para llevar a cabo diversas tareas, conocido como el Ejército de Chiron. Algunos parecen haber ido más allá de su control, a pesar de que afirman estar haciendo su voluntad.

### Verg(ベルグ,Verg?)
El "Almirante" de la armada de Zorndyke. Es muy propenso a los ataques de ira y los celos, incluso ataca salvajemente a Mutio por interactuar con un ser humano. Su mayor motivación parece ser la aprobación de su Papa. Tontamente cree que los seres humanos ponen triste a su padre.

### Mutio(ミューティオ,Mutio?)
Un miembro de la raza híbrida acuática creada por Zorndyke. Ella es salvada por Hayami. Se convierte en una marginada debido a sus interacciones con Hayami. A pesar de que fue expulsada por Verg y brutalmente golpeada por sus hermanas, ella todavía lo consuela en el último episodio. Esta naturaleza de perdón pudo haberla desarrollado durante sus interacciones con Hayami. Es el único pez-mujer vista con los ojos y machas rojas (en comparación con lo normal, que sería de color azul), una rara señal de la diversidad genética entre sus especies en la serie.

## Contenido de la obra

### Manga
El manga original de Blue Submarine N.º 6, fue escrito por Satoru Ozawa y serializado en la revista Shonen Sunday de Shogakukan, desde 8 de enero al 5 de noviembre de 1967. Tres tankōbon fueron lanzados por Akita Shoten entre marzo y agosto de 1974 . Posteriormente el manga fue revisado y reelaborado con nuevas ilustraciones de portadas proporcionadas por Kazutaka Miyatake, para complementar la adaptación a OVA. Este manga fue lanzado bajo el nuevo subtítulo AO6 . Esta versión fue publicada por Seika Bunkansha y serializado en la revista Sebun Kansha, en cinco volúmenes con nuevas portadas y recogido en dos volúmenes en formato Kanzenban lanzado en octubre de 1999. Otra colección de dos volúmenes se publicó el 20 de junio de 2011.

### Anime
La versión en anime fue lanzada en formato OVA, dirigida por Mahiro Maeda, escrita por Hiroshi Yamaguchi y con diseños de personajes proporcionados por Range Murata y Takuhito Kusanagi. Se utilizó un enfoque híbrido, que combina gráficos por computadora en 3D, con animación tradicional, siendo un ejemplo pionero de esta técnica. La música fue proporcionada por la banda de rock The Thrill.
La adaptación a OVA, producida por el estudio Gonzo, fue lanzada en Japón el 25 de octubre de 1998, reuniendo los 4 episodios el 25 de marzo de 2000. En Estados Unidos, llegó el 4 de abril de 2000. Se emitió desde el 6 de noviembre al 9 de noviembre de 2000 por el bloque Toonami de Cartoon Network, con algunas censuras como escenas redibujadas para evitar mostrar personajes fumando y con un doblaje en inglés que poseía algunas modificaciones para adaptarse a las normas del canal. En América Latina llegó en el año 2000 por el canal de pago Locomotion. Fue transmitido sin censura y con doblaje en español fiel al japonés. Como plus, el canal también transmitía un making of de 25 minutos llamado Blue Submarine N.º 6: Creator's Eyes, donde era entrevistado el equipo de producción de la serie.